# Carl Merck

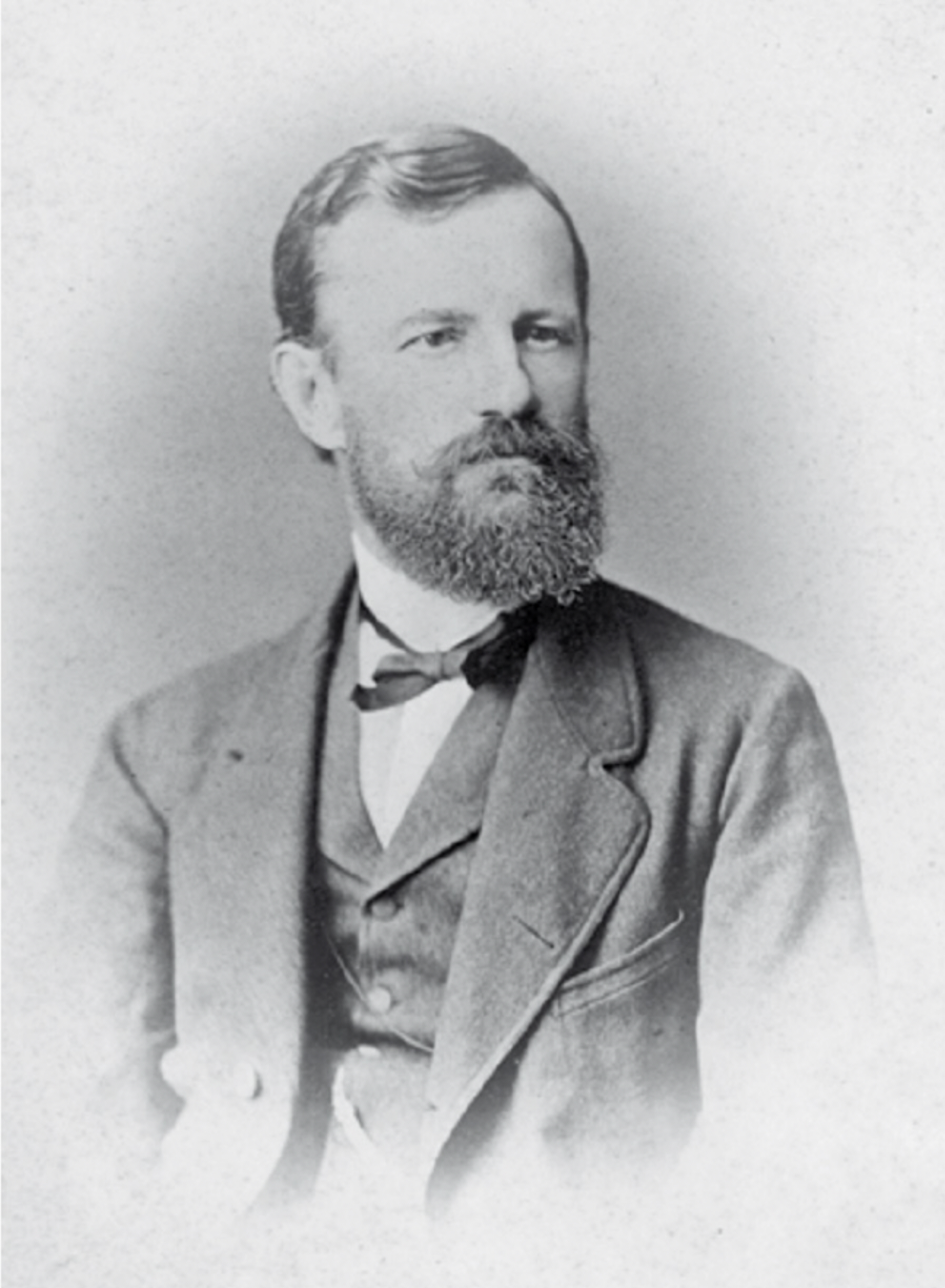
Carl Merck

Carl Wilhelm Merck (Darmstadt, 6 de dezembro de 1823 – Darmstadt, 1 de março de 1885) foi um prático em drogaria (em alemão:  Drogist) e empresário alemão.

## Vida
Carl Merck foi o mais velho dos três filhos do farmacêutico de Darmstadt e fundador da indústria farmacêutica Merck Emanuel Merck e sua mulher Charlotte Magdalena Elisabeth, nascida Hoffmann (1797–1877)
Após formação como Drogist bem como alguns anos exercendo a profissão em Paris e Londres, começou a trabalhar em 1850 – como depois fizeram seus irmãos Georg Franz Merck (farmacêutico) e Wilhelm Merck (químico) – como proprietário igualitário da Farmácia Engel pertencente à família e também na empresa familiar denominada então Sociedade Comercial E. Merck. Após a morte do pai em 1855 os irmãos dirigiram conjuntamente os negócios, tendo sido Carl Merck até sua morte em 1885 se tornado Kommerzienrat.
Carl Merck casou com Marie Susanne Hoffmann (1824–1899), com quem teve sete filhos: Marie (1849–1929) (casou com o mais tarde ministro de estado Karl Rothe), Carl Johann Heinrich Emanuel (1851–1904), Georg (1853–1854), Louis Merck (1854–1913), Carl (1856–1936), Henriette (1861–1917) e Alfred (1865–1879).